# Digallano
Il digallano è il composto inorganico con formula Ga2H6. È il dimero del composto monomerico gallano. Ottenuto con certezza solo nel 1989, è un composto isolabile come solido bianco solo a temperature inferiori ai –50 °C.

## Storia
Il digallano è stato descritto per la prima volta nel 1941, ma in seguito questo risultato non fu confermato. Il composto alla fine fu ottenuto con certezza solo nel 1989.

## Struttura
Il digallano è un composto molecolare. Misure di diffrazione elettronica allo stato gassoso a 255 K hanno mostrato che la molecola di digallano ha una struttura simile al diborano, con quattro idrogeni terminali e due a ponte. Le distanze di legame Ga–H terminale sono di 152 pm, quelle Ga–H a ponte sono di 171 pm e l'angolo di legame Ga–H–Ga è di 98°. Il legame coinvolgente i due idrogeni a ponte si può descrivere come legame a tre centri e due elettroni.
Allo stato solido il digallano sembra adottare una struttura oligomerica. Lo spettro vibrazionale suggerisce la presenza di un tetramero (GaH3)4 che continua a possedere legami Ga–H terminali, in contrasto con la struttura polimerica di α-AlH3. Questa specie è presente anche a temperatura minore di –30 °C in soluzione di toluene, dove lo spettro 1H RNM mostra due picchi attribuibili agli atomi di idrogeno terminali e a ponte.

## Sintesi
Per riuscire a sintetizzare digallano puro è stata necessaria una sintesi a due stadi. Dapprima il tricloruro di gallio GaCl3 è stato idrogenato con trimetilsilano (CH3)3SiH in eccesso, formando il dimero del monoclorogallano (H2GaCl)2:
2GaCl3 + 4(CH3)3SiH → (H2GaCl)2 + 4(CH3)3SiCl
Successivamente riducendo (H2GaCl)2 con LiGaH4, si è ottenuto con bassa resa digallano volatile, che è stato raccolto per condensazione a bassa temperatura come solido bianco:
½(H2GaCl)2 + LiGaH4 → Ga2H6 + LiCl

## Reattività
Il digallano è isolabile come solido bianco solo a temperature inferiori ai –50 °C, e si decompone già a temperatura ambiente riformando gli elementi costituenti:
Ga2H6 → 2Ga + 3H2
Le poche reazioni studiate a –95 °C indicano che la reattività del digallano è molto simile a quella del diborano.